# Otra Banda 3.ª Sección
Otra Banda 3.ª Sección es una localidad del municipio de Huimanguillo ubicado en la subregión de la Chontalpa del estado mexicano de Tabasco.

## Geografía
La localidad de Otra Banda 3.ª Sección se sitúa en las coordenadas geográficas 17°49′03″N 93°21′18″O / 17.817500, -93.355000, a una elevación de 22 metros sobre el nivel del mar.

## Demografía
Según el Conteo de Población y Vivienda 2020, efectuado por el Instituto Nacional de Estadística y Geografía, la localidad de Otra Banda 3.ª Sección tiene 123 habitantes, de los cuales 61 son del sexo masculino y 62 del sexo femenino. Su tasa de fecundidad es de 2.51 hijos por mujer y tiene 36 viviendas particulares habitadas.
| Gráfica de evolución demográfica de Otra Banda 3.ª Sección entre 1970 y 2020 |
|                                                                              |
| INEGI.                                                                       |